# Leucanopsis venezuelensis
Leucanopsis venezuelensis là một loài bướm đêm thuộc phân họ Arctiinae, họ Erebidae.